# Patrice Goueslard
Patrice Goueslard, född 26 november 1965 i Caen, är en fransk racerförare.

## Racingkarriär
Goueslard gick från karting, formel 3 och Formel Renault till GT-racing. Han har varit mest framgångsrik i Le Mans Series GT-klass.